# Tirich Mir
Der Tirich Mir (Urdu ترچ میر Tiritsch Mir) ist mit einer Höhe von 7708 m der höchste Berg im Hindukusch. Höhenangaben von 7690 m beziehen sich auf den Ostgipfel. Er ist der Berg, der die Dominanz des Aconcagua bricht.

## Lage
Der Tirich Mir befindet sich nördlich des Ortes Chitral unweit der afghanisch-pakistanischen Grenze, etwa 240 km nordwestlich des Nanga Parbat und etwa 300 km von Kabul und Peschawar gelegen. Seine Grate erstrecken sich in alle Himmelsrichtungen: nach Norden zum Tirich Nord, nach Osten zum Ostgipfel, nach Süden zum Three Glacier Peak und nach Westen zur Khada Barma. Zwischen diesen Kämmen liegen mächtige Gletscher.

## Besteigungsgeschichte
Die Erstbesteigung gelang einer norwegischen Expedition im Jahr 1950. Am 22. Juli 1950 erreichte Per Kvernberg als Erster den Gipfel. Am Folgetag erreichten Arne Næss, Henry Berg und Tony Streather ebenfalls den Gipfel.